# Красное Заречье (Тульская область)
Красное Заречье — поселок в Плавском районе Тульской области в составе Пригородного сельского поселения

## География
Поселок находится в юго-западной части Тульской области на расстоянии приблизительно 9 км на север по прямой от города Плавск, административного центра района на правом берегу реки Плава.

## История
В конце 1930-х годов здесь было отмечено 15 дворов.

## Население
Постоянное население составляло 12 человек (русские 100 %) в 2002 году, 4 в 2010.